# Rosario de la Frontera megye
Rosario de la Frontera egy megye Argentína északnyugati részén, Salta tartományban. Székhelye Rosario de la Frontera.

## Népesség
A megye népessége a közelmúltban a következőképpen változott:
| Év   | Lakosság |
| ---- | -------- |
| 2001 | 27 856   |
| 2010 | 28 993   |